# فم الضفدع دوليت
فم الضفدع دوليت (الاسم العلمي: Batrachostomus harterti)، هو نوع من الطيور يتبع  فصيلة فم الضفدع ضمن رتبة السبديات. تستوطن بورنيو. يتراوح طولها بين 32 و37 سم.